# Moczyłki
Moczyłki (deutsch Springkrug) ist ein Dorf in der polnischen Woiwodschaft Westpommern und gehört zur Landgemeinde (gmina wiejska) Białogard (Belgard) im Powiat Białogardzki.
Moczyłki liegt fünf Kilometer südöstlich von Białogard an der Woiwodschaftsstraße 163 nach Połczyn-Zdrój (Bad Polzin) am rechten Ufer der Parsęta (Persante) und ist Bahnstation an der Strecke Kołobrzeg (Kolberg) – Szczecinek (Neustettin).
Das Dorf ist schon mit Byszyno (Boissin) am linken Ufer der Parsęta wesentlich verbunden. Diese Verbundenheit besteht bis heute in der Zugehörigkeit zur Landgemeinde Białogard.

## Verkehr
Moczyłki liegt an der Woiwodschaftsstraße 163, welche von Kołobrzeg (Kolberg) im Norden über Białogard (Belgard) und Połczyn-Zdrój (Bad Polzin) nach Wałcz (Deutsch Krone) führt. Vor 1945 war Springkrug Haltepunkt an der Kleinbahnlinie Belgard – Schwellin der Köslin–Belgarder Bahnen.